# Layda Sansores
Layda Elena Sansores San Román (San Francisco de Campeche, 7 agosto 1945) è una politica messicana, governatrice del Campeche dal 16 settembre 2021.

## Biografia
Figlia dell'ex governatore del Campeche Carlos Sansores Pérez e Elsa María San Román, studia e si laurea in psicologia all'Università nazionale autonoma del Messico. Acquisisce poi un master nel 1963 sempre in psicologia all'Università di Buenos Aires. È stata inoltre articolista in diversi giornali. È fondatrice del primo Centro di riabilitazione ed educazione speciale in America Latina, fondatrice del Centro di sviluppo sociale e familiare della quarantanovesima legislatura del Congresso dell'Unione del Messico e organizzatrice di gruppi di promozione volontaria nella quarantanovesima e nella cinquantunesima legislatura.

### Carriera politica

#### Deputata federale (1991-1994)
Nel 1966 entra in politica. Alle elezioni del 1991 viene eletta deputata federale al plurinominale per la cinquantacinquesima legislatura nel periodo 1991-1994 col Partito Rivoluzionario Istituzionale.

#### Elezioni statali del 1997
È stata militante del Partito Rivoluzionario Istituzionale per trent'anni, ma esce dal partito nel momento in cui José Antonio González Curi si candida alle elezioni statali del 1997. Si è unita poi al Partito della Rivoluzione Democratica che la candida esternamente alla guida.
La candidatura di Layda Sansores provoca però l'uscita dal partito del politico Guillermo del Río Ortegón, che invece voleva candidarsi. Layda Sansores si classifica però seconda con il 6,8% dei voti, non venendo quindi eletta. La sua sconfitta alle elezioni provoca successivamente la rivolta di molti contadini tra il settembre e l'ottobre del 1997.

#### Senatrice federale (1994-2000)
Vincendo due elezioni consecutive come senatrice (nel 1994 e nel 1997), rimane in carica sei anni sempre in rappresentanza dello Stato del Campeche.

#### Elezioni statali del 2003
Nel 2001 esce dal partito d'appartenenza ed entra invece nel partito Convergenza, il quale la candida nuovamente alle elezioni statali del 2003, arrivando questa volta nella terza posizione.

#### Deputata federale (2006-2009)
Nel 2006 torna ad essere deputata in seguito alla vittoria delle elezioni del 2006 con il Movimento Cittadino per il lasso di tempo 2006-2009.

#### Senatrice federale (2012-2018)
Nel 2012 rientra al Senato eletta col sistema proporzionale per il Movimento Cittadino per la sessantaduesima legislatura. Vince anche le elezioni successive e rimane anche per la sessantatreesima. Tuttavia si dimette il 24 aprile 2018, prima della normale chiusura della legislatura mentre militava nel Partito del Lavoro per annunciare la sua candidatura come sindaca di Álvaro Obregón.

#### Elezioni statali del 2015
Nel frattempo uscita dal Partito del Lavoro ed entrata in Morena, di cui è anche cofondatrice nel 2014, si presenta nel 2015 per la terza volta come candidata sempre al medesimo incarico. Anche questa volta arriva terza.

#### Sindaca di Álvaro Obregón (2018-2021)
Il 24 aprile 2018 annuncia la sua candidatura di sindaca. Alle elezioni del 2018 viene eletta sindaca di questa delegazione col 46,90% dei voti.

#### Elezioni statali del 2021
Gareggia per la quarta volta alle elezioni statali del 2021, all'interno della coalizione Juntos Hacemos Historia tra i partiti Morena e Partito del Lavoro, vincendo le elezioni. Tuttavia, il 19 agosto 2021, il Tribunale elettorale del potere giudiziario federale ordina lo spoglio dei voti dell'elezione per assicurasi dell'esito. Il 14 settembre il tribunale conferma la vittoria elettorale di Layda.

## Vita privata
È stata sposata con Alberto Negrete, col quale ha avuto tre figli. Attualmente ha una relazione con Romeo Ruiz Armenta, ambasciatore messicano in Guatemala.

## Premi
Nel 2011 riceve un Premio Emmy della categoria Notizie e Documentari per essere stata la produttrice esecutiva del documentario intitolato Presunto Culpable.